# Muthalavadi, Tirumakudal Narsipur
Muthalavadi là một làng thuộc tehsil Tirumakudal Narsipur, huyện Mysore, bang Karnataka, Ấn Độ.